# Кам'янка (Новопсковська селищна громада)
Ка́м'янка — село в Україні, у Новопсковській селищній громаді Старобільського району Луганської області. Населення - 1207 осіб станом на 2021 р. (за даними Головного управління статистики в Луганській області). 
Кількість дворів - 435.
День села - 22 травня.
Геральдику села затверджено рішенням сесії Кам'янської сільської ради від 31.12.2021 №3/2.

Село постраждало внаслідок геноциду українського народу, вчиненого урядом СРСР у 1932—1933 роках, кількість встановлених жертв — 89 осіб.

## Географія

#### Розташування
Відстань до районного центру (м. Старобільськ) становить 60 кілометрів. За старим адміністративно-територіальним поділом районним центром було смт Новопсков, відстань до нього становить 27 км і проходить атвошляхом Т 1307. Найближча залізнична станція у м. Старобільськ за 60 кілометрів. 
Площа населеного пункту - 6,03 км2

#### Гідрографія
В селі бере початок річка Кам'янка.

## Історія

#### Назва
Назва села гідронімного походження. Утворене від назви річки Кам'янка, яка бере початок в селі.
Інша версія: Кам'янка отримала свою назву від великої кількості каміння, яке добували в горах.

#### Заснування
Село було засновано в середині XVIII століття козаками Острогозького полку, котрі разом із селянами-втікачами освоювали східноукраїнський степ. Село розвивалося досить швидко. В 1795 році  в селі було закладено першу дерев'яну Нікольську церкву. В 1810 році в ній було 1403 парафіян. Пізніше ця церква згоріла, і на її місці було збудовано іншу.
В першій половині ХІХ століття Кам’янка стала військовим поселенням – тут був розташований 4 кавалерійський округ під командуванням підполковника Миколи Опанасовича Панова. Для навчання кавалеристів верховій їзді в селі було створено манеж, рештки якого зберігалися до середини ХХ століття. Всі жителі були кірасирами, якими командував начальник військових поселень, майор Сугак. Він був чоловік жорстокий і знущався з людей. Тілесні покарання були тоді звичним, ледь не повсякденним явищем. 
Військові поселенці ініціювали будівництво нового кам’яного храму. В урочистій обстановці, в присутності командира резервної кавалерії генерала від кавалерії графа Олексія Петровича Нікітіна, а також військових поселенців Степана Бабенка та Матвія Гужвинського, 16 серпня 1851 року було закладено храм на честь святого Миколая Угодника, про що свідчить напис на знайденій у 1962 році закладній металевій плиті (вона зберігається в музеї Кам'янського ліцею). Цю плиту було закладено в фундамент нового храму. Він був трьохярусний, з великою дзвіницею. Передзвін було чути за десятки верст навколо. Церква була православною, підпорядковувалася Московському патріархату. При церкві діяла двокласна церковноприходська школа, приміщення якої збереглося до сьогодні. В середині ХІХ століття в селі було 488 дворів, де проживало 2838 мешканців (1439 чоловіків та 1399 жінок). На той час село було перебудовано за зразком військових поселень, поля довкола ретельно оброблялися, регулярно проводилося розчищення старих та насадження нових лісів. 
В кінці ХІХ століття Кам'янка стала волосною слободою, в якій мешкали 4 тисячі осіб. В слободі були церква, крамниці, недільні базари та два щорічних ярмарки.
Національний склад жителів села був майже традиційним - у переважній більшості українським із домішками російського населення, але жили в Кам'янці також турки, які потрапили сюди після Кримської війни тимчасово, поки за них не отримають викуп. Але вони просили залишити їх тут назавжди, що й було виконано. Їх наділили землею, приписали до селянського стану.

#### ХХ століття
В 1903 році в селі було збудовано дерев'яну школу. Тоді ж місцеве земство звернулося з проханням до Ради училищ про будівництво нової кам'яної будівлі школи та про призначення помічника вчителя при нормі навантаження 60 учнів на одного педагога.Тобто на той момент в школі навчалося близько ста учнів. В 1911 році в центрі села та в його західній частині було збудовано дві кам'яні земські школи. Натомість будівництву двокласного училища, на потреби якого земство оформило позику в розмірі 10202 карбованці, завадила Перша світова війна. Населення села було активним та письменним, охоче долучалося до світської і духовної літератури, а заможні селянські родини навіть мали власні книжки.
В 1904 році в Кам'янській волості жило 5157 мешканців, було 4849 десятин орної землі, з яких збирали близько 12 тисяч пудів хліба. 
До середини грудня 1917 року вищим органом місцевого управління в Кам'янці була земська управа, яка складалася з 15 осіб на чолі з Василем Тимофійовичем Бабенком.
17 грудня 1917 року в Старобільську відбувся з'їзд представників радянської влади, на якому від Кам'янки були присутні фронтовики-солдати Страдіон Хомич Глушко та Фока Іванович Приколота. Повернувшись додому, вони скликали селян та оголосили про розпуск земської управи, організували вибори ревкому в кількості 52 членів. Головою ревкому обрали Дем'яна Єгоровича Федосєєва, секретарем - Фоку Івановича Приколоту, головою воєнного відділу обрали Порфирія Трофимовича Яценка, головою земельного відділу Зіновія Миколайовича Гладкого, головою продовольчого відділу - Митрофана Васильовича Веремєєнка. Радянська влада протрималася в Кам'янці до травня 1918 року. На період німецької окупації села більшість членів ревкому організувалися в загін та відійшли на територію Росії. В лютому 1919 року радянську владу в Кам'янці було відновлено. Головою ревкому став Володимир Єлисейович Яценко, воєнкомом - Порфирій Трофимович Яценко. 
В 1928 році в селі було організовано чотири товариства зі спільного обробітку землі, які згодом об'єдналися. Головою товариства став Ісай Корнійович Волошин. В цьому господарстві був лише один трактор, першим трактористом якого став Ф.В. Веремєєнко. В цей час Нікольську церкву було закрито, а її приміщення віддали під склад МТС. 
В 1930 році на базі товариства організовано колгосп "КІМ", головою якого став Кирило Євдокимович Бородавка. Через три роки це господарство було розділено на чотири самостійних колгоспи: "КІМ" (голова Я.М. Миршовий), "Червоний колос" (голова П.І. Кривошеїн), "Червоний прапор" (голова Я.І. Нарожний), "Вільне життя" (М.К.Щабльов).
В міжвоєнний період в Кам'янці працювали чотири школи: три початкових та одна семирічна. Одна з початкових шкіл та семирічна розташовувалися в будівлях колишніх земських шкіл. Ще дві початкові розташовувалися в селянських будинках. 
В 1940 році семирічна школа стала середньою, її директором був Лук'ян Тарасович Авдєєв.
З початком Другої світової війни сотні чоловіків були мобілізовані до Червоної Армії. Збір урожаю 1941 року та посівна 1942 року лягли на плечі жінок, літніх людей та підлітків.
На початку липня 1942 року село було окуповане фашистами. Під час окупації в селі діяла підпільна група, яку очолював сімнадцятирічний Волошин Митрофан. В січні 1943 року його та ще чотирьох членів групи: Миколу Артемовича Бабенка, Івана Федоровича Ващенка, Д.В. Каркачову, Андрія Романовича Кравцова розстріляли фашисти. 17 січня 1943 року радянські війська звільнили село. Молодь призовного віку було мобілізовано до Червоної Армії. 
На фронтах воювали 870 жителів села, загинуло 293 чоловіка. Уродженцю села Василю Федоровичу Пульному було присвоєно звання Героя Радянського Союзу, орденами та медалями нагороджено 689 чоловік.
Вже навесні 1943 року в селі почали працювати всі школи. Директором середньої школи деякий час був офіцер Віктор Петрович Паринов, який відновлювався після важкого поранення. До війни він викладав математку та фізику в одній з київських шкіл. Після одужання він повернувся на фронт, на посту директора його замінила дружина - вчитель російської мови та літератури Марія Кіндратівна Паринова.
Після звільнення Кам'янки було відновлено колгоспи, які почали давати продукти для фронту. В 1952 році всі колгоспи села Кам'янка було об'єднано в один колгосп імені Енгельса. Головою колгоспу став Павло Давидович Бережний. За колгоспом було закріплено 8,7 тисяч га сільськогосподарських угідь, в тому числі 5,5 тисяч га орної землі. Почався активний підйом сільського господарства. З 1961 по 1970 роки колгосп очолював Олександр Павлович Клєщов, якого потім змінив Павло Іванович Жулковський. За цей час значно зміцніла матеріально-технічна база господарства, зросли врожаї, збільшилося поголів'я худоби. 
В лютому 1972 року головою колгоспу став Іван Іванович Запорожець. В 1975 році в колгоспі було відкрито тваринницький комплекс по відгодівлі молодняка великої рогатої худоби. Розвиток інфраструктури села, покращення умов життя селян знизили відтік молоді до міст. В селі з'являлися нові сім'ї, діти мали змогу отримувати середню освіту в Кам'янці. В 1975 році було збудоване нове приміщення школи.
7 листопада 1962 року в Кам'янці відкрили сільський клуб з глядацькою залою на 210 місць та бібліотеку з книжним фондом 12 тисяч томів. Першим завідуючим клубом став Василь Семенович Медков. В клубі працювали хоровий, танцювальний, вокальний, естрадний, драматичний грутки, які відвідували сотні людей.  
В середині 70-хроків в селі працювали лікарня на 25 ліжок, 5 магазинів, їдальня, комплексний приймальний пункт районного підприємства побутового обслуговування. 
В 1980 році було прийнято рішення збільшити поставки м'яса вдвічі. Колгосп ім. Енгельса збільшив цей показник втричі, кількість великої рогатої худоби зросла до 17800 голів. В результаті в Кам'янці утворився найбільший в СРСР відгодівельний комплекс. Окрім того,  в селі в 80-х роках було відкрито два ставки загальною площею 150 га для розведення риби, збудовано 150 квартир, в тому числі 60 котеджів, здійснено повну газифікацію села.

#### Сьогодення
До 2016 року основним господарством на території села було СТОВ імені Енгельса, яке до 2008 року очолював І.І. Запорожець, після нього керівником став О.К. Ка-люжний. Господарство було одним з передових у районі за врожайністю зернових, а також посідало перше місце в галузі тваринництва. За підсумками врожайності 2011 року валовий збір озимої пшениці становив 6480 т, ячменю - 712 т, вівса - 600 т, соняшнику - 2315 т. Загальна кількість великої рогатої худоби - 4,8 тис. голів, із яких 2325 корів. Середньодобовий надій молока становив 5,1 т. У 2016 році на базі господарства утворилися ТОВ "Вільна слобода" (тваринництво), а в 2017 році - СТОВ АП "Придніпровське" (рослинництво). В 2020 році ТОВ "Вільна слобода" припинило своє існування через нерентабельність. Єдиним діючим господарством на території села є СТОВ АП "Придніпровське".
Нині на території села функціонує Кам'янський ліцей, в якому навчаються 130 учнів. Протягом 28 років директором школи була Віннік Марина Іванівна, а з 2010 року цю посаду обіймає Лата Галина Михайлівна. На базі ліцею працює краєзнавчий музей (завідувач музею - вчитель історії, Плис Наталія Григорівна). Медичну допомогу населенню надає сільська лікарська амбулаторія (сімейний лікар - Чугай Едуард Леонідович). Працюють сільський будинок культури та бібліотека.

## Пам'ятки археології, архітектури, монументального мистецтва
Поблизу села знайдено поселення пізнього палеоліту, 2 кургани, 3 курганних могильники з 12-ма курганами
Пам'ятка архітектури - Миколаївська церква, збудована в 1851 році.
В центрі села є братьська могила, де поховані партизани та радянські воїни. Встановлено пам'ятний знак на честь воїнів-односельців, які загинули в роки Другої світової війни.
На будівлі Кам'янського ліцею 7 грудня 2016 року встановлено меморіальну дошку Гурі Юрію Сергійовичу, випускнику школи, сержанту Збройних сил України, який загинув під час бойових дій на сході України.

## Відомі люди
Уродженцями села є:
- Павловський Феофан Венедиктович - оперний співак (баритон) і режисер.
- Пульний Василь Федорович - Герой Радянського Союзу.
- Запорожець Іван Іванович - Герой України.
- Гура Юрій Сергійович (1989—2015) — сержант Збройних сил України.

## Також
- Перелік населених пунктів, що постраждали від Голодомору 1932-1933, Луганська область